# Lexa
Lexa es una ciudad en el condado de Phillips, Arkansas, Estados Unidos. Para el censo de 2000 la población era de 331 habitantes.

## Geografía
Lexa se localiza a 34°35′51″N 90°45′2″O / 34.59750, -90.75056. De acuerdo a la Oficina del Censo de los Estados Unidos, la ciudad tiene un área total de 1,0 km², de los cuales el 100% es tierra.

## Demografía
Según el censo de 2000, había 331 personas, 132 hogares y 97 familias en la ciudad. La densidad de población era 331,0 hab/km². Había 139 viviendas para una densidad promedio de 141,2 por kilómetro cuadrado. De la población el 71,90% eran blancos, el 26,28% afroamericanos, el 0,60% amerindios y el 1,21% mestizos. Ningún habitante era hispano o latino.
Se contaron 132 hogares, de los cuales el 34,1% tenían niños menores de 18 años, el 53,0% eran parejas casadas viviendo juntos, el 17,4% tenían una mujer como cabeza del hogar sin marido presente y el 26,5% eran hogares no familiares. El 25,8% de los hogares estaban formados por un solo miembro y el 17,4% tenían a un mayor de 65 años viviendo solo. La cantidad de miembros promedio por hogar era de 2,51 y el tamaño promedio de familia era de 2,98 miembros.
En la ciudad la población estaba distribuida en: 26,6% menores de 18 años, 5,4% entre 18 y 24, 28,1% entre 25 y 44, 22,4% entre 45 y 64 y 17,5% tenían 65 o más años. La edad media fue 40 años. Por cada 100 mujeres había 89,1 varones. Por cada 100 mujeres mayores de 18 años había 78,7 varones.
El ingreso medio para un hogar en la ciudad fue de $30.446 y el ingreso medio para una familia $31.339. Los hombres tuvieron un ingreso promedio de $27.361 contra $20.417 de las mujeres. El ingreso per cápita de la ciudad fue de $12.168. Cerca de 13,3% de las familias y 17,7% de la población estaban por debajo de la línea de pobreza, 19,5% de los cuales eran menores de 18 años y 31,4% mayores de 65.

## Residentes y nativos notables
- Gene Bearden, exjugador de las Grandes Ligas de Béisbol